# مارکوارتیتسه (ناحیه دیتشین)
مارکوارتیتسه (به چکی: Markvartice) یک منطقهٔ مسکونی در جمهوری چک است که در ناحیه دیتشین واقع شده‌است. مارکوارتیتسه ۸٫۵۴ کیلومتر مربع مساحت و ۶۲۷ نفر جمعیت دارد.